# Космач (Косівський район)
Косма́ч — село в Україні, у Косівському районі Івано-Франківської області, адміністративний центр Космацької сільської громади. Одне з найдавніших поселень Гуцульщини, розташоване на річці Пістинька.
Перша письмова згадка про село датується 1412 роком. У селі було відкрито першу на Гуцульщині читальню «Просвіти». Тут були відомі в Галичині підприємства з видобутку озокериту.
Серед гуцульських сіл Космач — найбільше; один із центрів мистецтв та ремесел Гуцульщини. Одне з найбільших за кількістю населення та найбільше за площею село в Україні. У селі діють сім загальноосвітніх шкіл та школа мистецтв.

## Географія
На північному заході від села бере початок річка Збанулець, права притока Прутця Чемигівського.
У селі річка Багнець впадає у Пістиньку.

## Історія
Перша письмова згадка про Космач датується 1412 роком.

### Легенда
Науковці стверджують, що село отримало назву від першого поселенця, який мав космате волосся чи ім'я Косма. Народні легенди оповідають, що першим мешканцем Космача був чоловік, який називався Космачук. 
Десь під кінець XIII ст. прибув у гори один чоловік із жінкою та сином. Згадана родина втекла зі Снятина, бо чоловік посварився з паном і заслужив велику кару. Щоб уникнути її, сім'я мала переховуватись у Карпатах, і вибрала місце, де збігалися три річки в одну. Таким чином тут, між горами, поселилися перші мешканці, які називались Іван, Анна та їх син Іванко. Саме цього першого жителя називали Іван Косматий. Чи він мав таке прізвище, а чи від того, що він мав велике кучеряве волосся — цього літописець не міг з'ясувати, проте син першого мешканця звався Іван Космачук. Існує думка, що від цього і пішла назва Космач. 
Другий поселенець утік з Молдавії, теж за якийсь вчинок. Мандруючи по горах, натрапив на першу оселю Косматого Івана. Цей молдован назвав себе Діорді, жінку звали Єлена, дочку Ганна. Він поселився перший раз на горі, яку назвав «Сиглін», але скоро покинув своє помешкання, бо тут не було річки. Діорді з родиною поселився на гарному горбочку біля річки, та назвав цей горбок «Мончіль». 
Ще в одній легенді говориться, що першими поселенцями Космача були молоді купці з Італії. Їздили вони до Київської Руси через Карпати. Між стрімкими горами, серед землі смерекових лісів, збудували вони хатинку, у якій зупинялися на нічліги тому, що довкола не було ні міст, ні сіл. Одного разу двоє сміливців Джульєта і Нікос залишилися зимувати в горах. Наступного літа купці знову їхали до Києва і завітали на відпочинок до своїх краян і були здивовані, що вони вижили в таких суворих обставинах. До того ж у них народилися двійнята, які дістали поетичні назви Акра і Ґрегіт. В їх честь залишились назви вершин. До молодого подружжя приєдналося ще кілька відважних і в карпатських горах появилося поселення, яке назвали Завоєли, тобто місце, яке люди відвоювали (завоювали) від природи для свого села.

### Друга світова війна
У 1939 році Космач, як і всю Галичину, захопила Червона армія. Самоврядна громада Космач Коломийського повіту після 73-річного існування перетворена на сільраду. Сталінські репресії відбилися на долі сотень космачан. Наростав народний опір проти терору окупантів. У Космачі в роки Другої світової війни міцно закріпилися сили Української Повстанської Армії. Наприкінці вересня 1943 р. переможний успіх у боротьбі з німцями отримала чота УНС «Скуби». Вона на дорозі Космач–Коломия організувала засідку, до якої потрапило чотири вантажівки з німцями. У перехресному вогні гітлерівці, за українськими даними, втратили до сімдесяти осіб убитими. 5 жовтня 1943 р. вояки вишкільного табору УПА вели бої з німцями на полонинах Поляниця, Кутарів, Явірник і Кучарки. Ворог відступив, залишивши 20 убитих і 20 поранених.

### Космацька незалежна республіка
У 1944 році було проголошено Космацьку незалежну республіку. Взимку 1944—1945 років село обороняли дев'ятнадцять сотень УПА. Після захоплення села енкаведистами в січні 1945 року був розміщений гарнізон МВС (500 чол.), на село здійснили наскок відділи Коломийського та Станиславівського відтинків УПА (1200 чол.). Знищено автоколону з 12 машин та біля 300 більшовиків. 3 лютого курені «Скажені» (командир Павло Вацик «Прут»), «Гайдамаки» і «Карпатський» вели оборону Космача, а курінь «Скажені» та дві сотні «Гайдамак» почали контрнаступ і знищили близько 80 карателів.

### Радянська окупація
7 червня 1946 року указом Президії Верховної Ради УРСР хутір Сигли Космацької селищної ради Яблунівського району перейменовано на хутір Міжгір'я.
За даними облуправління МГБ у 1949 р. у Яблунівському районі підпілля ОУН найактивнішим було в селах Космач і Стопчатів.
У вересні 1953 року прийшли з повинною космацькі підпільники «Чумак» — Палій Сіреджук і «Лисок» — Федір Мельничук. Обох їх радянська влада репресувала. За колючі дроти потрапив і Микита Семчук — «Хмара», який останнім із жителів Космача добровільно склав зброю у грудні 1953 року, та захоплений МГБ у березні 1953 року «Веселий» — Дмитро Палійчук.
21 листопада 1956 року смт Космач (смт з 1940) Яблунівського р-ну віднесено до розряду сіл.
Після закінчення війни сотні космачан опинилися на еміграції в Канаді, США, Бразилії, Венесуелі, Великій Британії, Німеччині, Франції, Австралії та в концтаборах Росії та Казахстану. В концтаборах відбували строки жителі Космача: Петро Палійчук з родиною, Василь Пожоджук, Юра Линдюк, Параска Боб'як, Петро Варцаб'юк, Олекса Костюк, Олена та Іван Мохначуки, Марія Варцаб'юк, вчителька з Завоєлів Анна Никорович, Параска Вагелюк, Іван Карп'юк з родиною і десятки-десятки інших. Тут було арештовано і вивезено на каторгу історика Валентина Мороза, а згодом і космацького священика о. Василя Романюка. Отця Василя Романюка — вже після звільнення з ув'язнення — було висвячено в Космачі на владику Ужгородського і Хустського. А невдовзі єпископ Володимир Романюк був обраний Патріархом Київським і всієї Руси-України.
21 січня 1990 року, коли в Україні спостерігалося піднесення руху за перебудову, гуцули Космача стали в живий ланцюг на трасі «Житомир—Київ» у День злуки всіх українських земель. 

## Олекса Довбуш
У селі загинув легендарний ватажок опришків Олекса Довбуш: тут поставлено йому пам'ятник, а Михайло Дідишин на своєму подвір'ї збудував музей Довбуша. Справу Довбуша, який і організував загін опришків із космацьких гуцулів, щедро жертвував на будову та й сам брав участь у будівництві в Космачі церкви святої Параскевії, — продовжував цю справу, уродженець Космача, Федір Бойчук. У Космачі згодом значних поневірянь зазнали віряни греко-католики: було спалено церкву Преподобної Параскевії.

## Музеї Космача

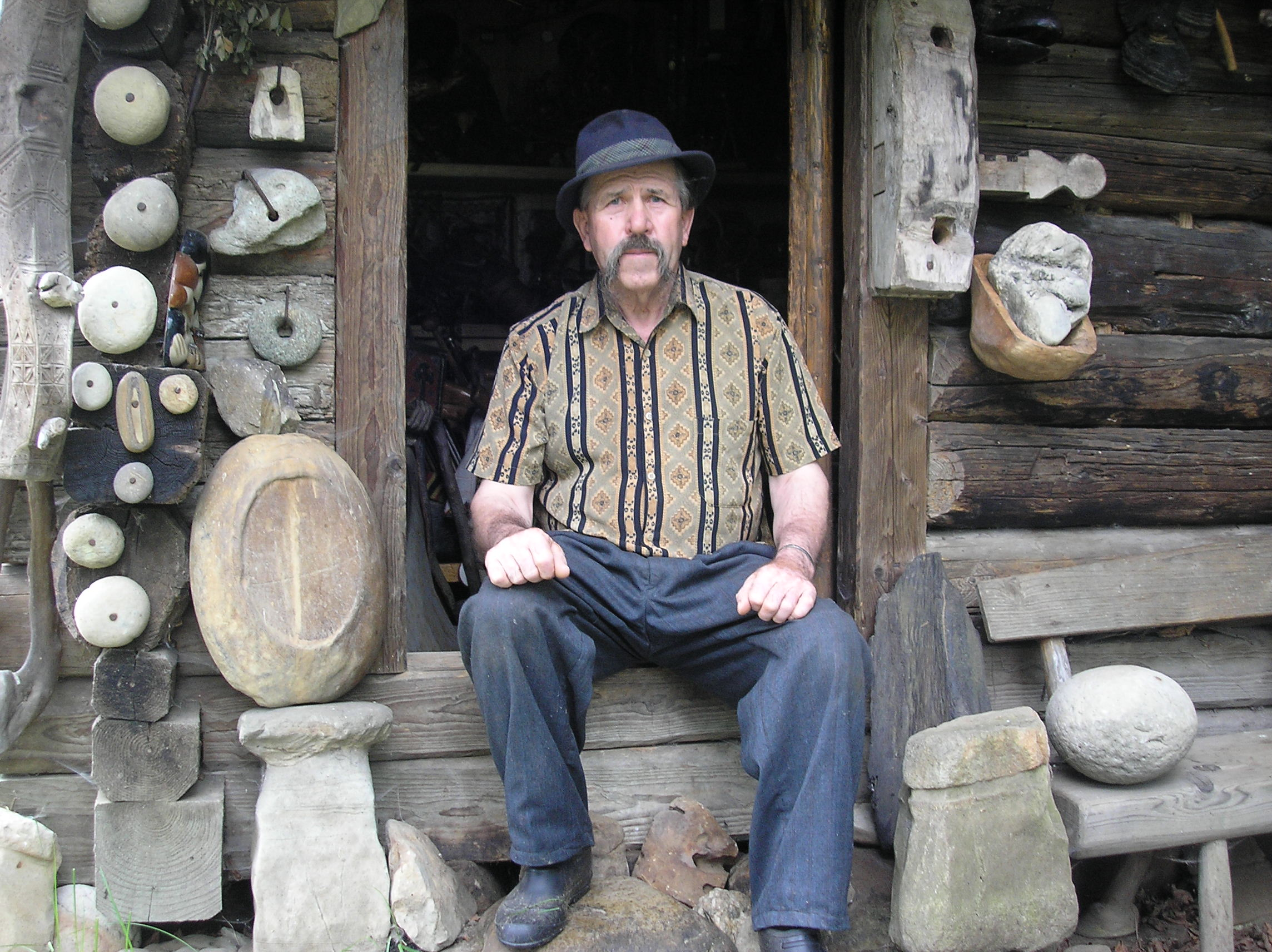
Михайло Дідишин на порозі заснованого ним у 1970-х роках музею Олекси Довбуша

### Історико-краєзнавчий музей
Хата-музей, де знаходиться приватна колекція Любові Варцаб'юк. Експозиція розміщена в трьох залах. 
Перша кімната розповідає про історію села Космач з сивої давнини. Зібрані матеріали про побудову церков; товариства, які тут діяли; фотодокументи О. Новаківського.
Наступна експозиція присвячена життю та діяльності патріарха Володимира, у миру — Василя Романюка. Він у 1968—1972 рр. служив у церкві Петра і Павла. Також тут подається історія космацьких церков та церкви села Акрешори. Представлені ікони, церковні речі. Є куток, присвячений В. Чорноволу, який був хрещений патріархом Володимиром та документи про шестидесятників, що приїжджали у Космач.
В третьому залі представлена експозиція сучасного космацького одягу і ткацтва. Також зібрана колекція писанок, предметів побуту.
Зі смертю Любові Варцаб‘юк музей припинив своє існування

### Музей Довбуша
У селі відкритий унікальний музей О. Довбуша, заснований на колекції збирача й фотографа Михайла Дідишина. Музей працює в тій самій старій хаті, де отаман опришків був смертельно поранений.

## Спорт
З 1999 року в селі Космач успішно діє відділення боротьби дзюдо (тренер Боб'як Дмитро Іванович, майстер спорту України). Найкращі вихованці — призери першості України: Гаврилюк Богдана, Вінтоняк Василь, Рибчук Юрій, Рибчук Анатолій.
У 1970-х рр. в селі діяла секція вільної боротьби, тренер — Кравчук Дмитро Дмитрович (зараз суддя національної категорії). Найкращі борці вільного стилю-призери першості України: Зварич Василь, Палійчук Василь, Кушнірчук Петро та інші.
Лижні перегони — призер першості України Горганюк (тепер Данилів) Ганна Дмитрівна.
Футбол — призер першості України — Боб'як Микола Миколайович.

## Культура

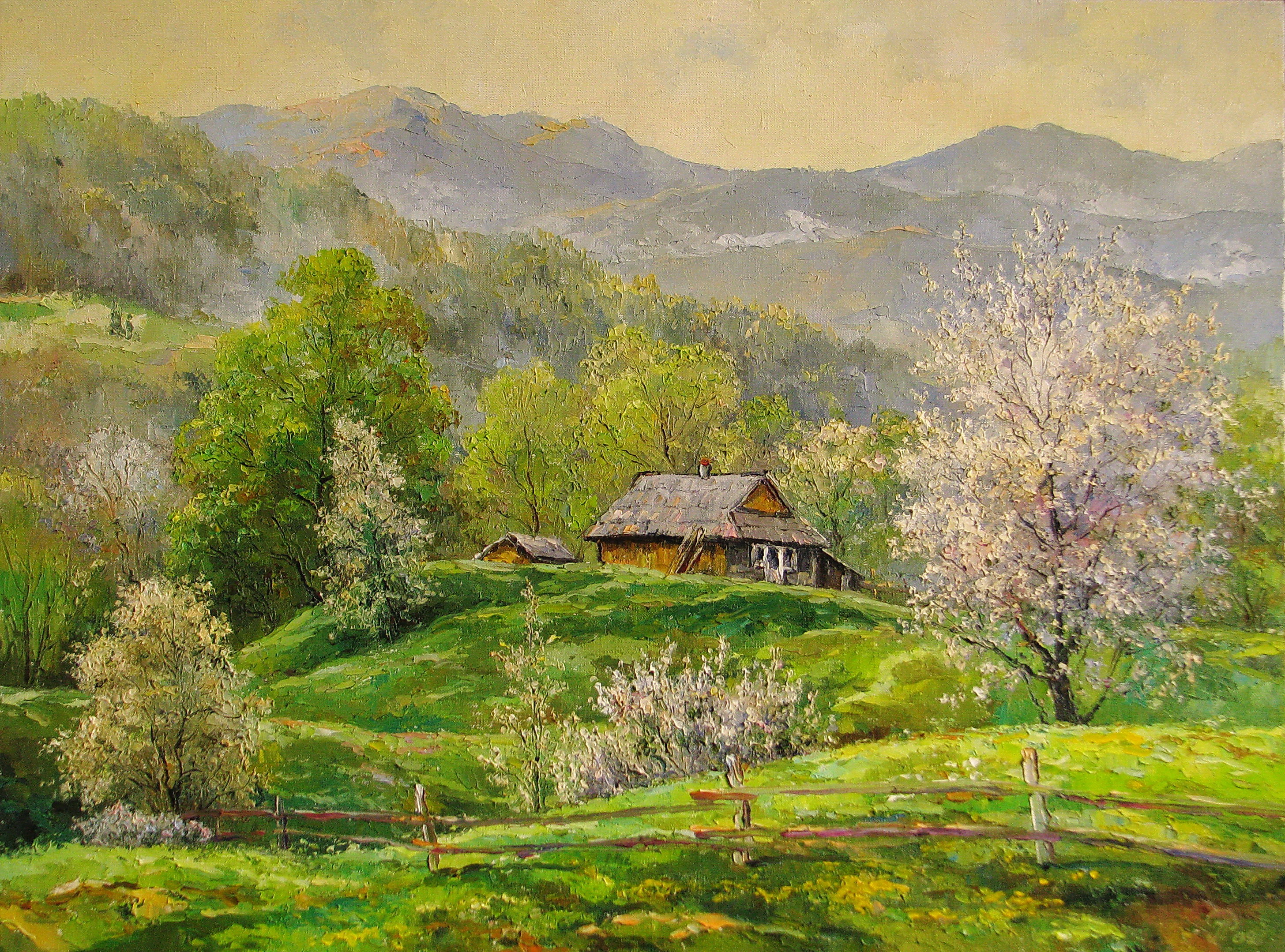
Роп'яник І. О. «Весна в Космачі», 2009 рік

Коли сталася трагедія в Чорнобилі, космацький народний ансамбль пісні і танцю їздив туди з концертами для ліквідаторів наслідків Чорнобильської катастрофи.
Хор космацької церкви Петра й Павла співав Службу Божу у Володимирському соборі в Києві.
На Першому міжнародному з'їзді писанкарів у 1992 році було прийнято ухвалу, у якій наголошувалося: «З'їзд також звертається до відповідних служб президентської адміністрації Івано-Франківської області з проханням сприяти відкриттю в с. Космач Косівського району Школи українського народного мистецтва з розширеною спеціалізацією — «писанкарство», «вишивка», «ткацтво»».
Численні делегації космачан брали участь у роботі Першого всеукраїнського конгресу писанкарів (1992 р.), представляли мистецтво Космача на багатьох етнографічних ярмарках, фестивалях і виставках декоративно-прикладного мистецтва. Космач відомий всьому світові своїми писанками, вишивками, народною ношею, звичаями та обрядами, майстрами музичних інструментів. Сьогодні в Космачі працює кілька сотень майстрів декоративно-прикладного мистецтва.

## Пам'ятки
В селі є дві пам'ятки архітектури:
- Церква Різдва та дзвіниця;[14]

- Церква Святих Апостолів Петра і Павла — церква трибання, хрестоподібна, побудована з дерева в 1905 році громадою УГКЦ, використовується громадою ПЦУ.[15][16]

## Відомі люди

### Народилися
- о. Омелян Ковч (20.08.1884 р. — 25.03.1944 р.) — український греко-католицький священик-місіонер, ісповідник, капелан УГА, громадський діяч, патріот, праведник України (9.09.1999 р.), блаженний священомученик (27.06.2001 р.), покровитель душпастирів УГКЦ (24.04.2009 р.);
- Сіреджук Петро Степанович — український педагог, історик, краєзнавець. Доктор історичних наук;
- Пожоджук Дмитро Онуфрійович — український майстер художньої вишивки та писанкарства,  журналіст,  етнограф, фольклорист;
- Вінтоняк Ганна Григорівна — майстриня художнього ткацтва і вишивки, заслужена художниця України;
- Вардзарук Лук'ян Дмитрович — заслужений журналіст України, лауреат премії ім. Василя Стефаника, відомий краєзнавець і дослідник повстанського руху на Прикарпатті. Уклав п'ятитомне видання «Реабілітовані історією: Івано-Франківська область», де був упорядником, науковим і технічним редактором. У рідному Космачі за свій кошт встановив пам'ятник 155-ти загиблим космачанам, членам ОУН, воякам УПА[17];
- Семчук Микита — стрілець УПА «Хмара», талановитий різьбяр, гравер[18];
- Никорак Олена Іванівна — перша жінка доктор мистецтвознавства на теренах Гуцульщини.

### Померли
- Горнякевич Дмитро — командир куреня УПА «Гуцульський», загинув 2.11.1946 у бою з опергрупою МДБ.

### Пов'язані
Історія Космача тісно пов'язана з біографією Олекси Новаківського, Михайла Мороза, Григорія Смольського, Святослава Гординського, Едварда Козака, Степана Луцика, Ольги Рем, Антона Мороза, Мирона Левицького, Філарета Колесси, Ірини Вільде та інші. Тут працювали брати-різьбярі Боб'яки Василь та Юра.

## Галерея

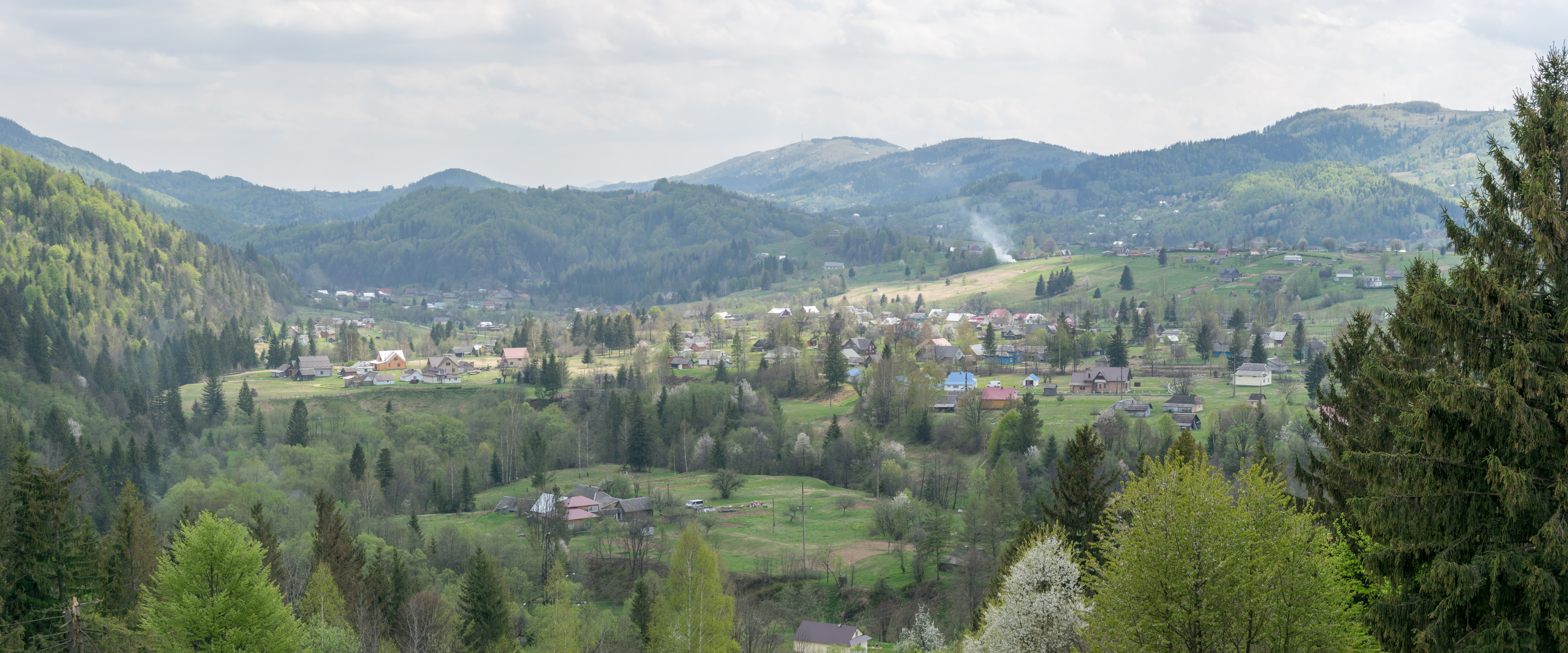
Панорама села Космач в травні 2020 року.
Панорама села Космач в лютому 2020 року.